# Taxonomie van de krokodilachtigen
Krokodilachtigen zijn weliswaar een zeer oude, onveranderlijke groep, de classificatie van de krokodilachtigen is echter sterk aan verandering onderhevig door een constante aanvoer van nieuwe inzichten. De taxonomische status van sommige onderstaande groepen is daarom niet onomstreden. Onderstaand is voor de overzichtelijkheid de classificatie van de 'oerkrokodillen' en die van de moderne soorten gesplitst.

## Moderne soorten

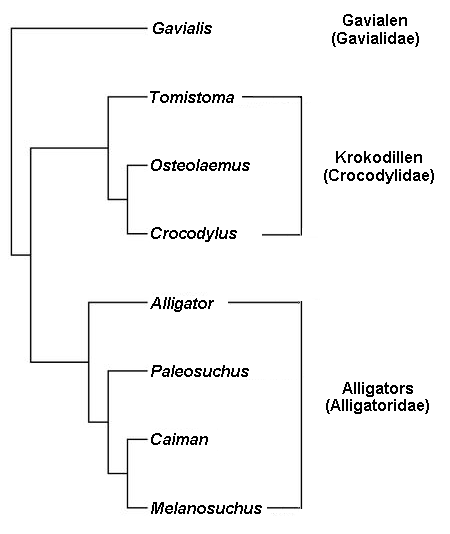
Cladogram of afstammingstabel van de moderne geslachten van krokodilachtigen

Vroeger, toen aan de orde Crocodilia ook veel uitgestorven groepen werden toegewezen, vatte men de moderne soorten samen in de familie Crocodylidae; de ingesloten groepen waren dan de onderfamilies Gavialinae, Crocodylinae en Alligatorinae. Nu de Crocodilia veel beperkter worden opgevat, is er ruimte gemaakt voor een indeling met families en superfamilies die de moderne soorten onderscheiden. Michael J. Benton geeft de volgende indeling, maar combineert een traditionele opvatting van de Crocodilia met een moderne van Crocodylidae:
Suborde Eusuchia
- † Geslacht Hylaeochampsa
- † Geslacht Allodaposuchus
- Superfamilie Gavialoidea
  - Familie Gavialidae
    - Onderfamilie Gavialinae
    - † Onderfamilie Gryposuchinae
    - Onderfamilie Tomistominae
- Superfamilie Crocodyloidea
  - † Geslacht Pristichamphus
  - † Geslacht Borealosuchus
  - † Geslacht Prodiplocynodon
  - † Geslacht Brachyuranochampsa
  - † Geslacht Harpacochampsa
  - † Geslacht Asiatosuchus
  - Familie Crocodylidae
    - † Onderfamilie Mekosuchinae
    - Onderfamilie Crocodylinae - Krokodillen
- Superfamilie Alligatoroidea
  - † Geslacht Leidyosuchus
  - † Geslacht Deinosuchus
  - † Geslacht Strangerochampsa
  - † Geslacht Brachychampsa
  - Familie Alligatoridae
    - Onderfamilie Alligatorinae - Alligators
    - Onderfamilie Caimaninae - Kaaimannen

De meeste paleontologen zien tegenwoordig af van het toekennen van rangen en hechten meer waarde aan het bepalen van een stamboom die de onderlinge verwantschappen exact weergeeft, zoals deze van Brochu uit 1997:
```
Eusuchia

  ├──
Hylaeochampsa

  └──┬──
Allodaposuchus

     └──
Crocodilia

          ├──
Gavialoidea

          │     ├──
Eothoracosaurus

          │     └──┬──
Thoracosaurus

          │        └──┬──
Argochampsa

          │           ├──
Eosuchus

          │           └──
Gavialidae

          └──┬──
Borealosuchus

             └──┬──
Pristichampsus

                └──
Brevirostres

                    ├──
Alligatoroidea

                    │   ├──
Leidyosuchus

                    │   ├─?
Deinosuchus

                    │   └──
Globidonta

                    │       ├──
Stangerochampsa

                    │       ├──
Brachychampsa

                    │       └──
Alligatoridae

                    └──
Crocodyloidea

                        ├──
Prodiplocynodon

                        └──┬──
Asiatosuchus

                           └──┬──
Brachyuranochampsa

                              └──┬──
Harpacochampsa

                                 └──
Crocodylidae
```

## Uitgestorven groepen
In het traditionele systeem, waarin Crocodilia als veel omvattender gezien werd, was bijvoorbeeld een volgende soort indeling gebruikelijk:
- Superorde Crurotarsi
  - Orde Crocodilia
    - Onderorde Sphenosuchia
      - Familie Terrestrisuchidae
      - Familie Sphenosuchidae

    - Onderorde Protosuchia
      - Familie Protosuchidae
      - Familie Shartegosuchidae

    - Onderorde Mesosuchia
      - Familie Hsisosuchidae
      - Familie Gobiosuchidae

    - Superfamilie Ziphosuchia
      - Familie Notosuchidae
      - Familie Sebecosuchidae
      - Familie Baurusuchidae
      - Familie Trematochampsidae

    - (geen rang) Neosuchia
      - Familie Peirosauridae
      - Familie Elosuchidae
      - Familie Bernissartiidae
      - Familie Atoposauridae
      - Familie Dyrosauridae
      - Familie Pholidosauridae - Superkrokodillen

    - Superfamilie Thalattosuchia - Zeekrokodillen
      - Familie Teleosauridae
      - Familie Metriorhynchidae
      - Familie Goniopholididae
      - Familie Paralligatoridae

    - Onderorde Eusuchia (alle nog levende krokodillen, zie boven)

Benton geeft een volgende indeling waarin nog steeds traditionele rangen gebruikt worden (lastige tussenstappen krijgen echter op alle niveaus de "rang" "(sub, infra)divisie"), maar nu aangepast aan de moderne inzichten en hier gepresenteerd als stamboom:
Subdivisie Crurotarsi
- Familie Ornithosuchidae
  - Infradivisie Crocodylotarsi
    - Familie Phytosauridae
    - Familie Stagonolepididae
    - Familie Rauisuchidae
    - Familie Poposauridae
    - Superorde Crocodylomorpha
      - Familie Saltoposuchidae
      - Familie Sphenosuchidae
      - Orde Crocodylia
        - Familie Protosuchidae
        - Divisie Mesoeucrocodylia
          - Familie Teleosauridae
          - Familie Metriorhynchidae
          - Subdivisie Metasuchia
            - Familie Notosuchidae
            - Familie Sebecidae
            - Infradivisie Neosuchia
              - Familie Goniopholididae
              - Suborde Eusuchia
                - Familie Gavialidae
                - Familie Crocodylidae
                - Familie Alligatoridae